# Edonis
Edonis är en 3,8 liters mittmotor på 680 hk biturbo-V12 och bakhjulsdrift döljer sig under det italienska skalet i egen design. 
Det italienska teamet med teknikern och projektledaren designer Nicola Materazzi i spetsen bygger Edonis av restdelar från nedlagda Bugatti Automobili SpA. Sedan sist har tekniken förbättrats:
Den tolvcylindriga motorn har nu två i stället för fyra turboaggregat och dessutom har fyrhjulsdriften ersatts med drivning på bakhjulen enligt Materazzis egna recept för den exklusiva sportbilen i mångmiljonklassen.